# Гриценко, Марина Владимировна
Марина Владимировна Гриценко (род. 14 апреля 1970 года) — российская гандболистка, выступавшая на позиции вратаря, мастер спорта России международного класса.

## Биография
Марина Гриценко играла за ростовскую команду «Ростсельмаш», откуда затем перешла в другой ростовский клуб, «Источник». В составе «Источника» завоевала Кубок обладателей кубков ЕГФ в 1997 году, победив в финале розыгрыша «Лейпциг». С клубом она выигрывала также дважды чемпионат России в 1997 и 1998 годах, но из-за серьёзных финансовых проблем клуб вскоре прекратил существование, а уже после сезона 1997/1998 Гриценко уехала выступать за границу.
Гриценко выступала за молодёжную сборную СССР под руководством Леонида Ратнера и претендовала на попадание в заявку на Олимпиаду в Барселону, но не оказалась в окончательном составе. В 1997 году была в заявке сборной России на чемпионат мира. В том же году сыграла два матча за сборную России против Норвегии (поражения 20:23 и 29:30), посвящённые памяти полярников, погибших в авиакатастрофе на Шпицбергене год тому назад. Всем участникам матчей от имени работавших на Шпицбергене шахтёров вручили знак «Почётный полярник».